# مايك كيلروي
مايك كيلروي (بالإنجليزية: Mike Kilroy)‏ هو لاعب كرة قاعدة أمريكي، ولد في 4 نوفمبر 1869 في فيلادلفيا في الولايات المتحدة، وتوفي بنفس المكان في 2 أكتوبر 1960.